# Michelbach
Michelbach je občina v departmaju Haut-Rhin francoske regije Alzacija.
Leta 1990 je v občini živelo 232 oseb oz. 69 oseb/km².